# فرانك شويمان
فرانك شويمان (بالإنجليزية: Frank Schoeman)‏ هو لاعب كرة قدم جنوب أفريقي في مركز الدفاع، ولد في 30 يوليو 1975 في كيب تاون في جنوب أفريقيا. شارك مع منتخب جنوب أفريقيا لكرة القدم. أما مع النوادي، فقد لعب مع ماميلودي صن داونز ونادي بوشبكس ونادي لينغبي.

## وصلات خارجية
- فرانك شويمان على موقع قاعدة بيانات كرة القدم.إي يو (الإنجليزية)
- فرانك شويمان على موقع ناشيونال فوتبول تيمز (الإنجليزية)